# Grottes Schmerling
Les grottes Schmerling, anciennement Trô Cwaheur pour la partie basse, parfois improprement grottes d'Engis, sont situées sur la rive droite du ruisseau des Awirs sur le territoire des Awirs dans l’entité de Flémalle en Wallonie. Elles ont été découvertes et explorées en 1829 par Philippe-Charles Schmerling qui en a exhumé les restes de trois individus, dont le premier os fossile de type néandertalien trouvé au monde. 
Les autres restes concernent des Homo sapiens fossiles, dont les seuls autres fossiles précédemment trouvés le furent en 1823 au Pays de Galles : il s'agit de la dame rouge de Paviland.
Les grottes sont classées depuis 1978 et également reprises dans la liste du patrimoine immobilier exceptionnel de la Région wallonne, à titre de site à caractère exceptionnel à fossiles humains néandertaliens.

## Dénomination et situation

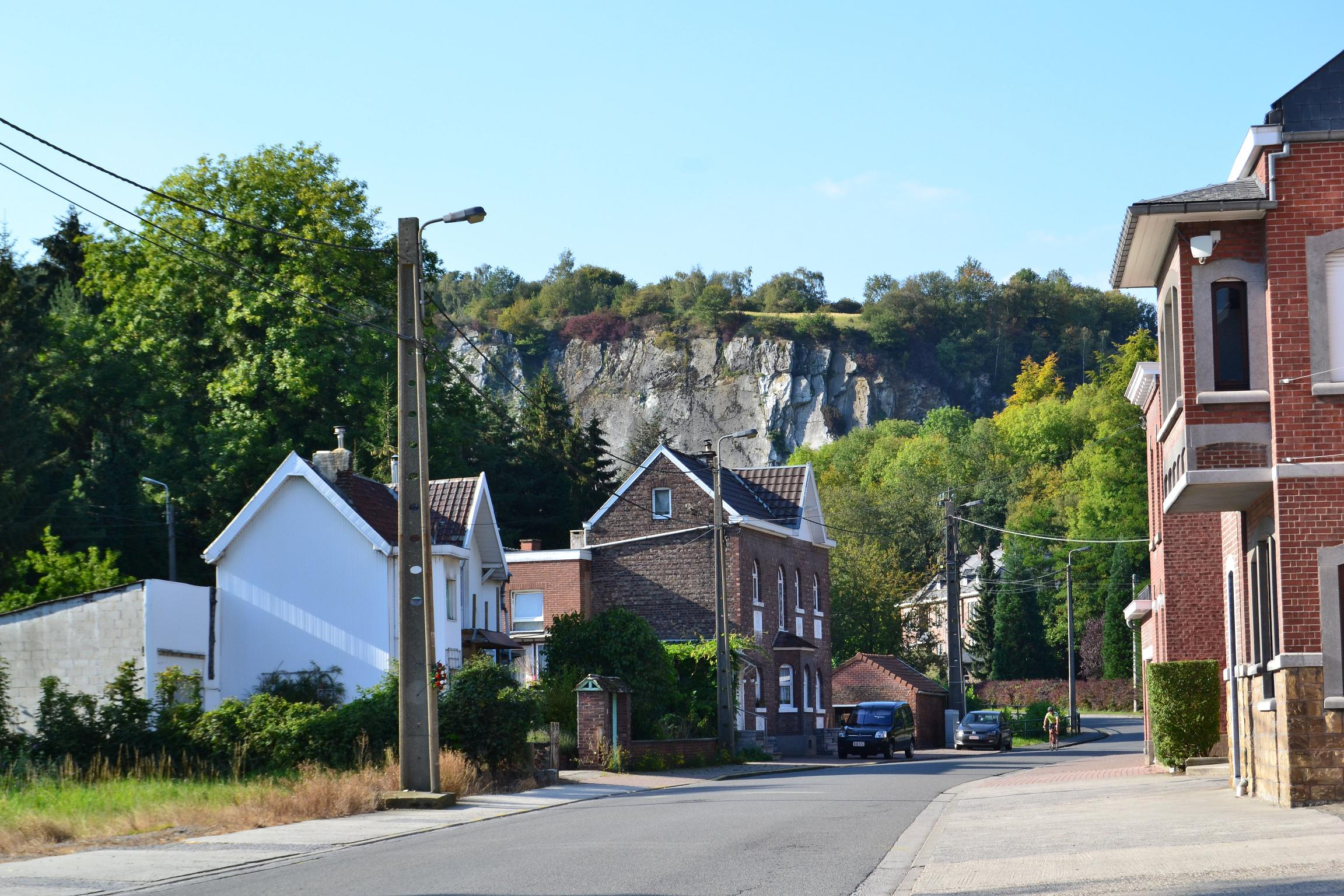
Vue de la carrière surplombée par le plateau des Fagnes dans le vallon des Awirs, en rive droite du ruisseau, lorsque l'on vient du confluent avec la Meuse. Les grottes sont visibles dans un vallon à droite de la carrière

Schmerling appelle ces cavernes les « cavernes d’Engis » car il y a eu accès par le plateau des Fagnes situé dans cette commune. Il n’a pu les atteindre qu’encordé, se laissant glisser contre la paroi de la colline calcaire fort escarpée. Les cavernes sont en fait sur le territoire des Awirs ce qui explique que leur classement comme patrimoine exceptionnel ait été accordé à la commune de Flémalle par arrêté du 14 mai 1938.

## Description
La seconde caverne, située dessous, connue comme le « Trou Caheur », comporte deux salles et des galeries ; la salle d’entrée est large de 4 m, haute de 5, profonde de 12 ;  la deuxième est nettement plus petite. Schmerling trouve, entouré de restes d’animaux,  le crâne d’un individu âgé (dit Engis 1) auquel manquent les os de la face, et un autre crâne humain qui se fragmente aux premières manipulations. L’examen de sa mâchoire supérieure indique que les molaires définitives n’ont pas encore percé : il s’agit d’un enfant de tout au plus 5 à 6 ans que la littérature scientifique appelle Engis 2 selon le nom donné par le découvreur. Dents de lait, clavicule, fragments de radius et de cubitus, vertèbres, etc. sont aussi recueillis par le chercheur qui considère posséder ainsi les éléments de trois individus différents. 
D’autres chercheurs vont ensuite fouiller la colline et découvrir deux autres grottes, dont une dite sépulcrale, où se trouvaient des squelettes néolithiques. 
La grotte d’Engis 2 est aujourd’hui disparue par l’effondrement de sa voûte.

### Caverne supérieure

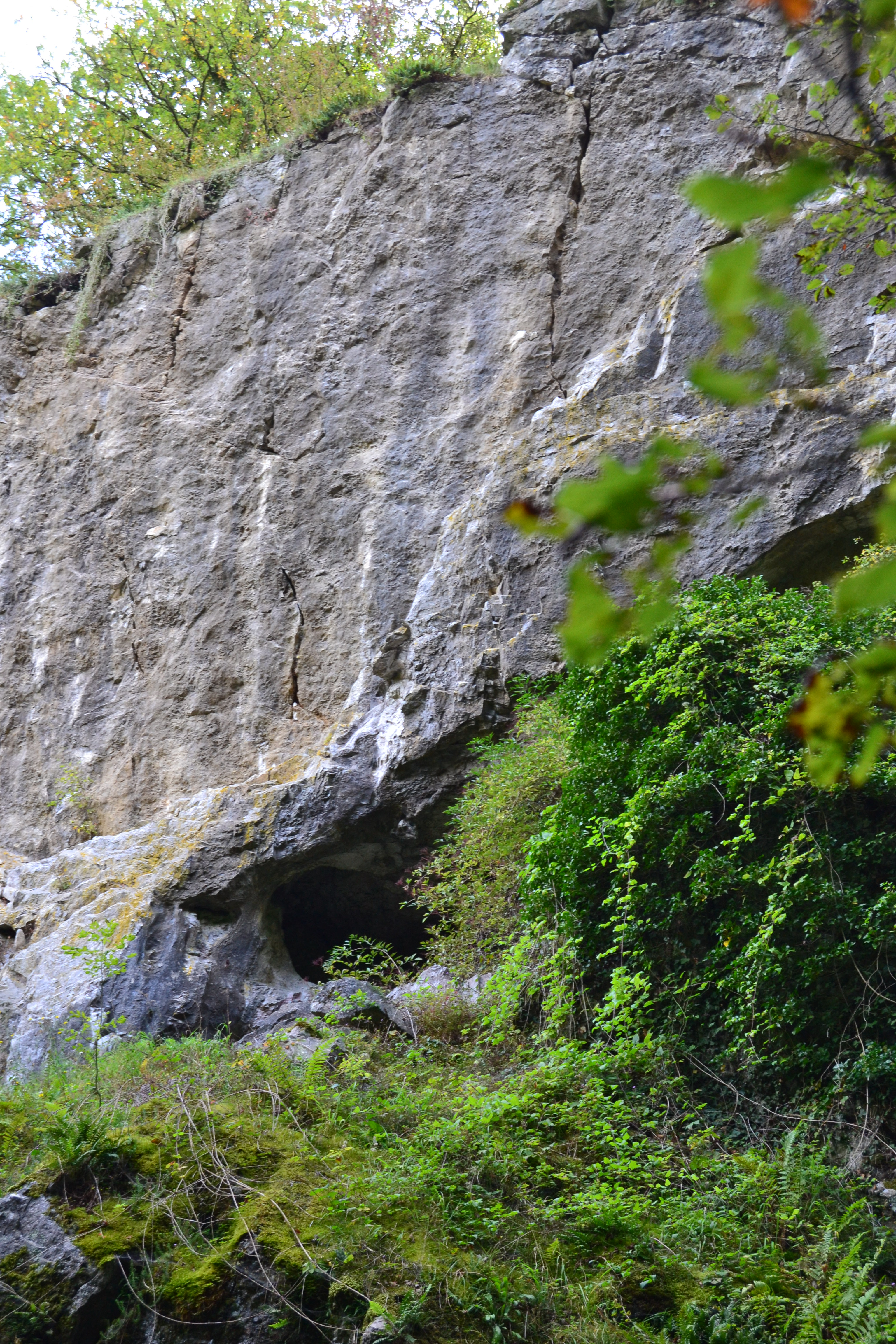
La caverne supérieure; au-dessus, le plateau des Fagnes d'où est descendu Schmerling; « Nous fûmes donc obligés de prendre un moyen pour examiner de plus près ces cavités ; à l'aide d'une corde, attachée au-dessus à un arbre nous pûmes nous glisser obliquement vers le pied d'une première ouverture. (...) La première cavité est large de 5 mètres, et haute de 6 à l'entrée. » (Schmerling, 1833)

Les dimensions de la caverne la plus haute, ouverte vers le nord, sont de 5 m l x 6 h x 17 L et une petite galerie est présente sur la droite. Le découvreur a trouvé à l’entrée, dans 2 m d’épaisseur de terre :
- une incisive humaine ;
- une vertèbre dorsale ;
- une phalange d’homme ;
- des restes d’ours, d’hyène, de cheval et de ruminants ;
- plusieurs silex taillés en triangle.

Une troisième cavité se trouvait plus à l'est sur la falaise, mais fut détruite lors de l'exploitation de la  carrière.

### Caverne inférieure

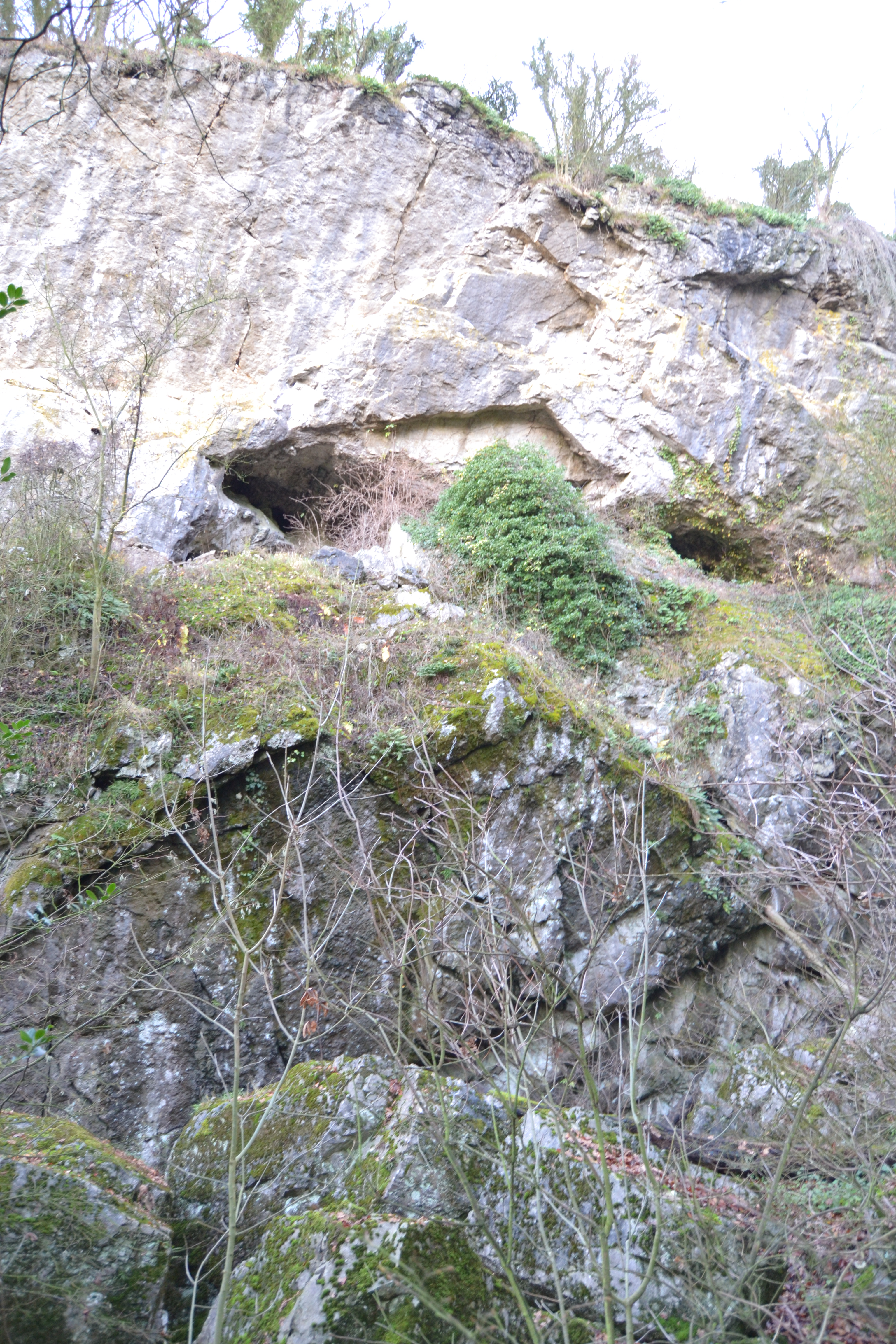
Cavernes supérieures et ruines de la caverne inférieure.

Les dimensions d’ouverture de la caverne en dessous, aujourd'hui effondrée à la suite d'éboulements en 1993 et 2006, également ouverte vers le nord, sont de 4 m l x 5 h. Une première chambre de 12 m de profondeur donne sur une galerie avec terre à ossements ; à gauche de l’entrée, une autre galerie était garnie de stalactites de 150 cm de long ; une autre galerie ascendante débouche sur une seconde chambre qui était jonchée d’os. Le découvreur a trouvé dans la terre assez sèche :
- des os d’ours, d’hyène, de rhinocéros, parfois entiers, parfois cassés, portant les traces de roulement dues au transport par l’eau ;
- une grande incisive humaine,
- un fragment d’os maxillaire supérieur aux molaires usées ;
- deux vertèbres dorsales ;
- une clavicule ;
- des fragments de radius et cubitus ;
- un métacarpien et des métatarsiens ;
- le crâne d’un individu âgé dont les os de la face manquaient, à côté de restes d’animaux ; il est connu sous le nom de Engis 1, considéré comme la boite crânienne d’un homo sapiens et daté de l’époque néolithique ;
- le crâne d’un enfant, l’âge étant déduit du fait que les molaires n’avaient pas encore percé la gencive ; des molaires de lait détachées et des fragments d’os crânien étaient à proximité.  Ces fragments ont ultérieurement été parfaitement ajustés au crâne et un moulage a été réalisé de qui est appelé dans la littérature scientifique le « crâne d’Engis 2 ». Ce crâne fait partie du patrimoine mobilier classé par la Communauté française de Belgique.

Image ancienne caverne inférieure (disparue)

### Autres trouvailles
D’autres chercheurs vont encore explorer la colline et y découvrir deux autres grottes, dont une dite sépulcrale, où se trouvaient des squelettes néolithiques. 

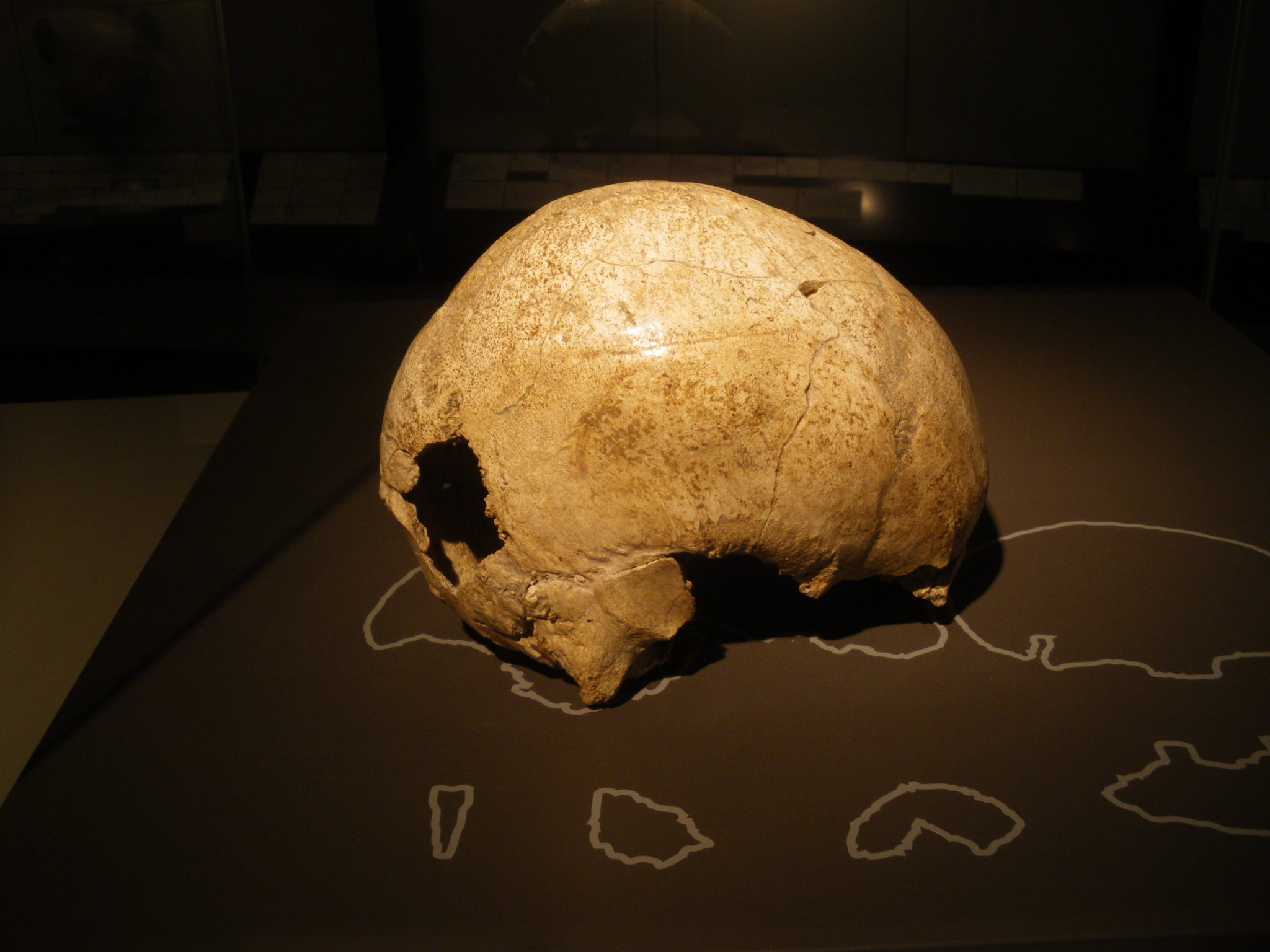
Engis 1, un des deux crânes découverts par Schmerling ; c'est le crâne d'un homo sapiens daté de l’époque néolithique - Collection du Grand Curtius.

Des grains de blé ont également été trouvés dans la grotte d'Engis.

## Engis 2
Le crâne de l’enfant constitue le premier os de type néandertalien trouvé au monde. En 1936 il est daté de 50 000 à 35 000 ans. À ce titre, il aurait pu donner le nom d’« Homme d’Engis » aux individus qui vécurent à son époque – comme le proposa d’ailleurs le professeur à la Faculté des sciences de Paris Jean Piveteau.
Il a peu intéressé les savants du XIXe siècle qui ont surtout étudié Engis 1 pour déterminer si oui ou non il provenait d’un homme fossile. Gabriel de Mortillet ayant estimé que les crânes d’Engis étaient néolithiques, Engis 2, pourtant étudié aussi par Carl Vogt, Ernest Hamy et Julien Fraipont, n’a pas reçu d’attention particulière.  Rangé dans des caisses avec les autres ossements, il est resté entreposé à l’université de Liège et délaissé.  Ce n’est qu’une centaine d’années plus tard, en 1936, qu’il a été ré-examiné par Charles Fraipont, sur la suggestion du scientifique polonais G. Loth, et daté de l’époque néandertalienne.
Le crâne a été reconstitué d’abord par Joseph Antoine Spring, puis par Twiesselman.